# Iggenhausen (Dischingen)
Iggenhausen ist ein Teilort von Frickingen, einem Ortsteil der Gemeinde Dischingen im Landkreis Heidenheim in Baden-Württemberg.

## Lage
Der Weiler Iggenhausen liegt etwa drei Kilometer nördlich des Gemeindesitzes Dischingen und etwa zwei Kilometer südwestlich von Frickingen im Egautal. Im Bereich des Dorfes vereinigt sich die Egau mit dem Wildbach. Der Ort liegt auf dem Härtsfeld, einer Hochfläche der östlichen Schwäbischen Alb. 

## Geschichte
Iggenhausen wurde erstmals im 8. Jahrhundert als Higenhusen erwähnt. Die Endung -hausen des Ortsnamens deutet darauf hin, dass der Ort in der älteren Ausbauzeit (7. bis 10. Jahrhundert) besiedelt wurde. Durch die Ersterwähnung kann somit auf das 7. oder 8. Jahrhundert geschlossen werden. Zu dieser Zeit hatte das Kloster Fulda Besitz im Ort. Im Jahre 1140 schenkten die Herren von Fronhofen mehrere Güter in Iggenhausen an das Kloster Berchtesgaden. Später gehörte Iggenhausen zur Burg Katzenstein. Das Kloster Neresheim erwarb 1352, 1416 und 1491/1493 Besitz, welcher mit dem Kloster 1803 an Thurn und Taxis gelang. 1806 fiel der Ort an das Königreich Bayern und 1810 schließlich an Württemberg.

## Infrastruktur

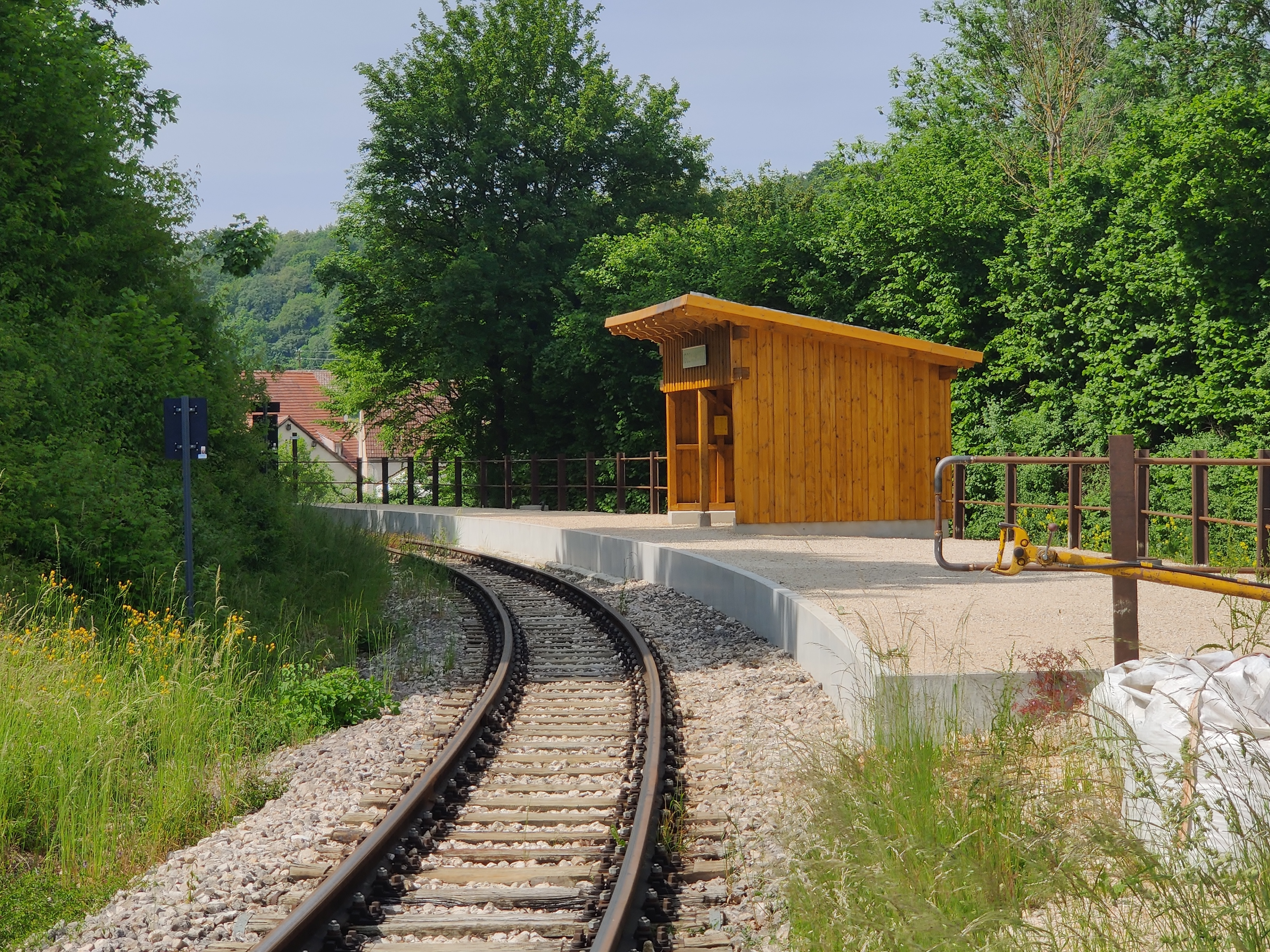
Haltepunkt der Härtsfeldbahn

Durch den Ort verläuft die L 2033, zusätzlich führt eine Gemeindestraße nach Katzenstein.
Iggenhausen war von 1901 bis 1972 mit der Härtsfeldbahn an das Bahnnetz angeschlossen. Im Zuge des Wiederaufbaus des Teilstücks Neresheim–Dischingen bekam auch Iggenhausen 2023 seine alte Haltestelle für den Betrieb der Museumsbahn wieder.